# Ньяли (мост)
Ньяли (англ. Nyali Bridge) — бетонный балочный мост, соединяющий город Момбаса на материковой частью Кении с одноимённым островом. Мост пересекает бухту Тюдор к северо-востоку от острова. Мост — одна из трех дорог, ведущих из Момбасы на остров, кроме того есть дамба Макупа, а также паром Ликони обеспечивает транспортное сообщение с островом. Подход к мосту с материка служит контрольно-пропускным пунктом полиции в обоих направлениях.

## Предыдущий мост Ньяли
Старый мост Ньяли находился примерно в 800 м ниже по течению от нынешнего перехода. Понтонный мост был введен в эксплуатацию губернатором Джозефом Бирном в 1931 году.

## Обзор
Длина моста 391,65 метра, ширина 26,3 метра, шесть полос. С момента завершения строительства в 1980 году периодическое обслуживание моста не проводилось до 2005 года, когда был проведен капитальный ремонт.